# Fort de São Domingos da Baralha
Le fort de São Domingos da Baralha, ou Forte da Baralha, est une fortification militaire située  entre le cap Espichel, sur le territoire de la municipalité de Sesimbra (district de Setúbal, Portugal),.
Il a été construit au XVIIe siècle, dans le cadre de la stratégie défensive du royaume mise en œuvre par Jean IV, et a été commencé sous le règne d'Alphonse IV, contribuant ainsi à la protection et à la surveillance de la côte. Avec le fort de Santiago de Sesimbra, auquel étaient subordonnées : le fort de Santiago do Outão, le fort de Santa Maria da Arrábida, le fort de São Teodósio da Ponta do Cavalo et le fort de Nossa Senhora do Cabo, constituaient les défenses côtières du périmètre.
Considéré à l'époque comme la première défense de la côte d'Arrábida, ce fort est actuellement abandonné et en ruines.

## Historique
Il a donc été construit dans une zone rurale isolée, à 27 m mètres d'altitude, avec un plan rectangulaire, avec des bâtiments de service et une citerne intégrés à la plate-forme du bâtiment. Sa surface construite correspondait à 408 m2 avec un terrain adjacent, soit 10 800 m2 dans sa totalité.

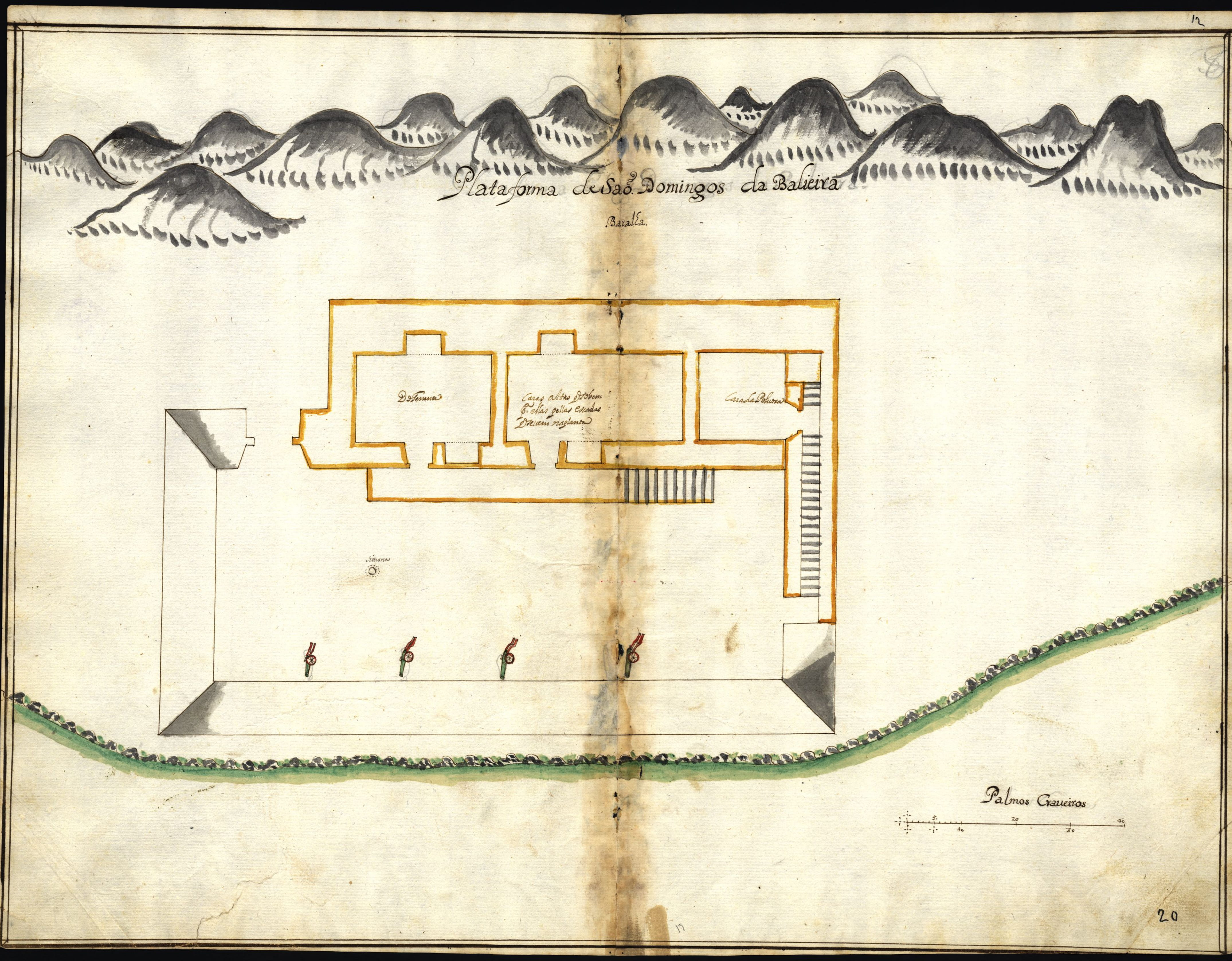
Plan du fort.

Le 21 juin 1808, pendant la guerre d'indépendance espagnole, le fort fut attaqué par le Royaume-Uni, allié du Portugal, contre les envahisseurs français. Cette attaque visait à bloquer toute tentative de la marine française, cherchant à neutraliser ce point fortifié de la côte portugaise susceptible de servir les Français. Après l'attaque du fort, les huit pièces d'artillerie qui le composaient furent jetées à la mer. Concernant les soldats de cette fortification, certains rapports indiquent qu'ils n'ont tenté aucune défense, sachant que les Anglais étaient alliés du Portugal. 
Après la guerre civile portugaise, le fort fut abandonné.  Son entretien n'était pas considéré comme raisonnable, ainsi, au fil du temps, le fort s'est délabré, exposé aux intempéries. 
Dans les années 1980, la possibilité d'attribuer cette propriété à la mairie de Sesimbra a été proposée, mais cela n'a pas eu lieu.  Par conséquent, dans un effort pour préserver l'histoire de ce fort, les armoiries qui surmontaient le portail d'entrée ont été retirées par les services de la ville, devenant une partie des réserves du Musée de la ville de Sesimbra.